# Harald Stelzer (Basketballfunktionär)
Harald Stelzer ist ein österreichischer Basketballfunktionär.

## Laufbahn
Stelzer war bis August 2017 über 30 Jahre lang Manager der Swans Gmunden. In seine Amtszeit fielen unter anderem der Bundesliga-Aufstieg 1992, die erste Teilnahme an einem europäischen Vereinsbewerb 1993/94, der Bundesliga-Abstieg 1995, die Rückkehr ins „Oberhaus“ 1997, der Gewinn des österreichischen Meistertitels 2005, 2006, 2007 und 2010 sowie die Pokalsiege 2003, 2004, 2008, 2010, 2011 und 2012 sowie das Erreichen des Sechzehntelfinales im ULEB-Cup während des Spieljahres 2007/08. Von nachrichten.at wurde Stelzer 2017 als „Schmied des Gmundner Basketball-Wunders der Nuller-Jahre und bis weit darüber hinaus“ bezeichnet.
Im August 2017 gab er die Sportliche Leitung der „Schwäne“ an seinen Sohn Thomas und Richard Poiger ab, blieb aber in verantwortlichen Stellungen, indem er weiter an der Hallenorganisation mitwirkte und zudem den Vorsitz des Wirtschaftsbeirates übernahm.